# خارجی (فیلم ۲۰۲۳)
خارجی (فرانسوی: Farang‎) یک فیلم اکشن فرانسوی به کارگردانی گزاویه ژان است که در سال ۲۰۲۳ منتشر شد. از بازیگران آن می‌توان به نسیم لیِس، الیویه گورمه و ویتایا پانسینگام اشاره کرد. این فیلم در فرانسه (در زندان فِرِن پاریس) و همچنین در شهرهای فوکت، چانتابوری، بانکوک و روستای «بانگ چان» در تایلند فیلم‌برداری شد.